# Ekaterina Prokofyeva
Ekaterina Valeryevna Prokofyeva (em russo:  Екатерина Валерьевна Прокофьева; Volgodonsk, 13 de março de 1991) é uma jogadora de polo aquático russa, medalhista olímpica.

## Carreira
Prokofyeva disputou três edições de Jogos Olímpicos pela Rússia: 2008, 2012 e 2016. Seu melhor resultado foi a medalha de bronze nos Jogos do Rio de Janeiro.